# Ройер, Даниэль
Даниэль Ройер (нем. Daniel Royer; род. 22 мая 1990, Шладминг, Австрия) — австрийский футболист полузащитник. Выступал за сборную Австрии.

## Карьера

### Клубная
Воспитанник «Штурма». За основной состав команды из Граца не играл, ограничившись выступлениями за молодёжный состав (в молодёжной лиге) и дубль (в центральной зоне региональной лиги). В 2009 году Ройер перешёл в «Пашинг», также выступавший в региональной лиге.
В июле 2010 года Ройер перешёл в «Рид». Полузащитник дебютировал в Бундеслиге 17 июля 2010 года в домашнем матче 1-го тура со «Штурмом», проигранном хозяевами со счётом 0:3. Всего в том сезоне Ройер провёл за «Рид» в чемпионате и кубке Австрии 41 матч и забил 5 голов, завоевав вместе с командой национальный кубок. Интересно, что по ходу кубкового турнира «Рид» обыграл и дубль, и основной состав «Штурма», причём в ходе четвертьфинального поединка Ройеру удалось огорчить бывшую команду, открыв счёт в матче.
В августе 2011 года Даниэль Ройер перешёл в клуб немецкой Бундеслиги «Ганновер». Однако в чемпионате 2011/12 полузащитник сыграл лишь три неполных матча и летом 2012 года был отдан в аренду сроком на один год в «Кёльн», выступавший во второй Бундеслиге.
24 июня 2013 года Ройер перешёл в «Аустрию Вена», подписав двухлетний контракт с опцией продления ещё на один.
22 мая 2015 года Ройер перешёл в клуб датской Суперлиги «Мидтьюлланн».
3 августа 2016 года Ройер перешёл в клуб MLS «Нью-Йорк Ред Буллз». В американской лиге дебютировал 21 августа 2016 года в матче против «Ди Си Юнайтед», заменив Майка Греллу на 76-й минуте. 24 сентября 2016 года в матче против «Монреаль Импакт» забил свой первый гол в MLS. В июле 2017 года Ройер забил шесть голов и отдал одну голевую передачу в четырёх матчах, за что был признан игроком месяца в MLS. 26 апреля 2018 года подписал новый многолетний контракт с «Нью-Йорк Ред Буллз». По окончании сезона 2021 срок контракта Ройера с «Нью-Йорк Ред Буллз» истёк.

### В сборной

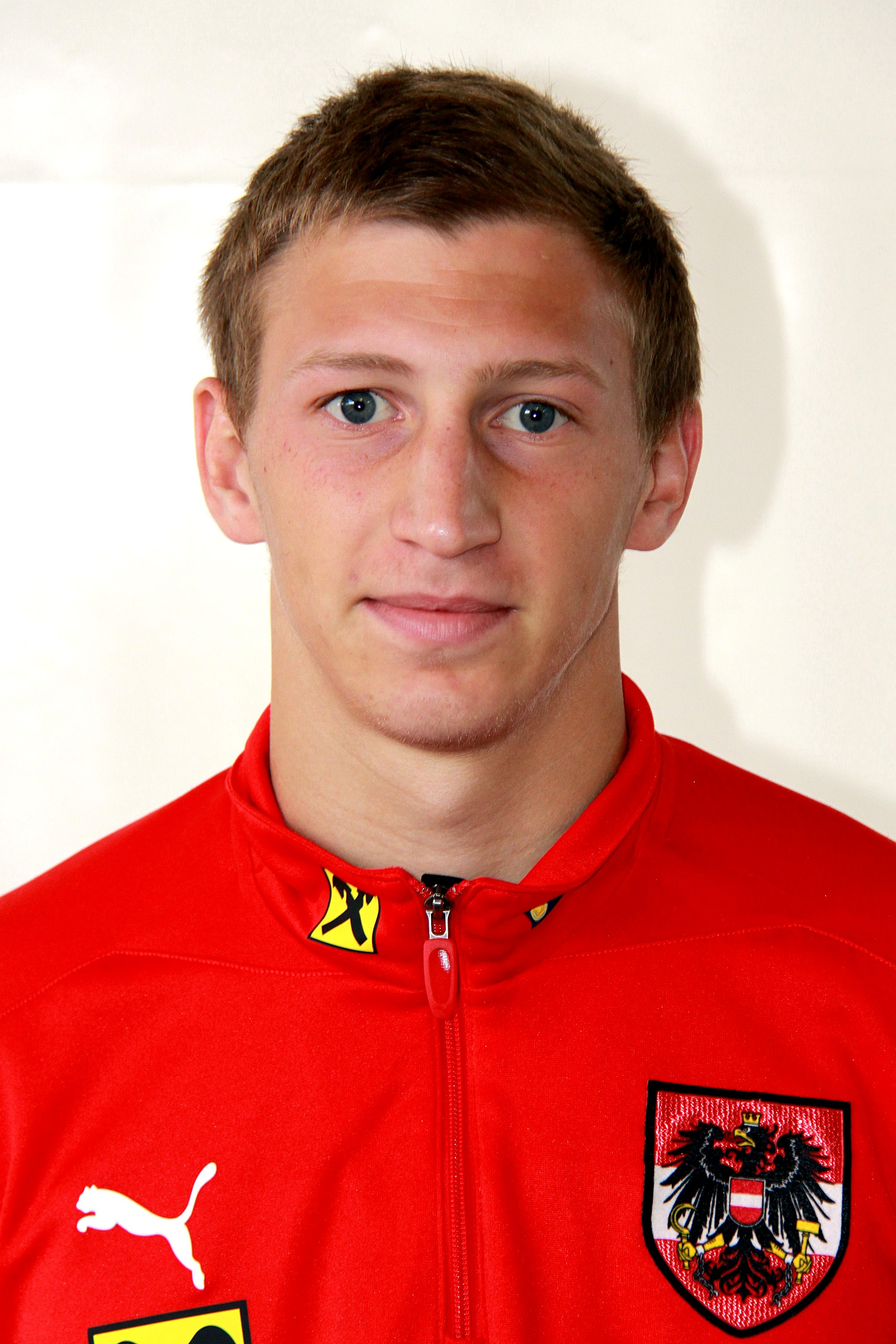
Ройер в молодёжной сборной Австрии (2010)

Даниэль Ройер дебютировал в молодёжной сборной Австрии 7 октября 2010 года в товарищеском матче со Швецией. 8 февраля 2011 года в игре против Люксембурга полузащитник забил 2 гола. 3 июня 2011 года Ройер впервые сыграл за национальную команду, выйдя на замену на 81-й минуте отборочного матча к чемпионату Европы против сборной Германии.

## Статистика
| Матчи Ройера за сборную Австрии | Матчи Ройера за сборную Австрии | Матчи Ройера за сборную Австрии | Матчи Ройера за сборную Австрии | Матчи Ройера за сборную Австрии | Матчи Ройера за сборную Австрии | Матчи Ройера за сборную Австрии |
| ------------------------------- | ------------------------------- | ------------------------------- | ------------------------------- | ------------------------------- | ------------------------------- | ------------------------------- |
| №                               | Дата                            | Оппонент                        | Счёт                            | Голы Ройера                     | Соревнование                    |                                 |
| 1                               | 3 июня 2011                     | Германия                        | 1-2                             | -                               | Отборочный матч ЧЕ—2012         |                                 |
| 2                               | 7 июня 2011                     | Латвия                          | 3-1                             | -                               | Товарищеский матч               |                                 |
| 3                               | 10 августа 2011                 | Словакия                        | 1-2                             | -                               | Товарищеский матч               |                                 |
| 4                               | 2 сентября 2011                 | Германия                        | 2-6                             | -                               | Отборочный матч ЧЕ—2012         |                                 |
| 5                               | 6 сентября 2011                 | Турция                          | 0-0                             | -                               | Отборочный матч ЧЕ—2012         |                                 |
| 6                               | 7 октября 2011                  | Азербайджан                     | 4-1                             | -                               | Отборочный матч ЧЕ—2012         |                                 |

## Достижения
Командные
 «Рид»
- Обладатель Кубка Австрии: 2010/11

 «Нью-Йорк Ред Буллз»
- Обладатель Supporters’ Shield: 2018

Индивидуальные
- Игрок месяца в MLS: июль 2017